# Iteaphila nitidula
Iteaphila nitidula är en tvåvingeart som beskrevs av Zetterstedt 1838. Enligt Catalogue of Life ingår Iteaphila nitidula i släktet Iteaphila, ordningen tvåvingar, klassen egentliga insekter, fylumet leddjur och riket djur, men enligt Dyntaxa är tillhörigheten istället släktet Iteaphila, familjen dansflugor, ordningen tvåvingar, klassen egentliga insekter, fylumet leddjur och riket djur. Arten är reproducerande i Sverige. Inga underarter finns listade i Catalogue of Life.